# 68ste Oscaruitreiking
De 68ste Oscaruitreiking, waarbij prijzen werden uitgereikt aan de beste prestaties in films uit 1995, vond plaats op 25 maart 1996 in het Dorothy Chandler Pavilion in Los Angeles. De ceremonie werd voor de tweede keer gepresenteerd door de Amerikaanse actrice Whoopi Goldberg. De genomineerden werden op 13 februari bekendgemaakt door Arthur Hiller, voorzitter van de Academy, en muziekproducent Quincy Jones in het Samuel Goldwyn Theater te Beverly Hills.
De grote winnaar van de avond was Braveheart, met in totaal tien nominaties en vijf Oscars. De Oscar voor Beste niet-Engelstalige film ging naar de Nederlandse film Antonia van regisseur Marleen Gorris.

## Winnaars en genomineerden
De winnaars staan bovenaan in vet lettertype.

#### Beste film
- Braveheart
  - Apollo 13
  - Babe
  - The Postman (Il Postino)
  - Sense and Sensibility

#### Beste regisseur
- Mel Gibson - Braveheart
  - Mike Figgis - Leaving Las Vegas
  - Chris Noonan - Babe
  - Michael Radford - The Postman (Il Postino)
  - Tim Robbins - Dead Man Walking

#### Beste mannelijke hoofdrol
- Nicolas Cage - Leaving Las Vegas
  - Richard Dreyfuss - Mr. Holland's Opus
  - Anthony Hopkins - Nixon
  - Sean Penn - Dead Man Walking
  - Massimo Troisi - The Postman (Il Postino)

#### Beste vrouwelijke hoofdrol
- Susan Sarandon - Dead Man Walking
  - Elisabeth Shue - Leaving Las Vegas
  - Sharon Stone - Casino
  - Meryl Streep - The Bridges of Madison County
  - Emma Thompson - Sense and Sensibility

#### Beste mannelijke bijrol
- Kevin Spacey - The Usual Suspects
  - James Cromwell - Babe
  - Ed Harris - Apollo 13
  - Brad Pitt - 12 Monkeys
  - Tim Roth - Rob Roy

#### Beste vrouwelijke bijrol
- Mira Sorvino - Mighty Aphrodite
  - Joan Allen - Nixon
  - Kathleen Quinlan - Apollo 13
  - Mare Winningham - Georgia
  - Kate Winslet - Sense and Sensibility

#### Beste originele scenario
- The Usual Suspects - Christopher McQuarrie
  - Braveheart - Randall Wallace
  - Mighty Aphrodite - Woody Allen
  - Nixon - Stephen J. Rivele, Christopher Wilkinson en Oliver Stone
  - Toy Story - Joss Whedon, Andrew Stanton, Joel Cohen, Alec Sokolow, John Lasseter, Pete Docter en Joe Ranft

#### Beste bewerkte scenario
- Sense and Sensibility - Emma Thompson
  - Apollo 13 - William Broyles jr. en Al Reinert
  - Babe - George Miller en Chris Noonan
  - Leaving Las Vegas - Mike Figgis
  - The Postman (Il Postino) - Anna Pavignano, Michael Radford, Furio Scarpelli, Giacomo Scarpelli en Massimo Troisi

#### Beste niet-Engelstalige film
- Antonia's Line - Nederland
  - All Things Fair - Zweden
  - Dust of Life - Algerije
  - O Quatrilho - Brazilië
  - The Star Maker - Italië

#### Beste documentaire
- Anne Frank Remembered - Jon Blair
  - The Battle over Citizen Kane - Thomas Lennon en Michael Epstein
  - Fiddlefest--Roberta Tzavaras and Her East Harlem Violin Program - Allan Miller en Walter Scheuer
  - Hank Aaron: Chasing the Dream - Mike Tollin en Fredric Golding
  - Troublesome Creek: A Midwestern - Jeanne Jordan en Steven Ascher

#### Beste camerawerk
- Braveheart - John Toll
  - Batman Forever - Stephen Goldblatt
  - A Little Princess - Emmanuel Lubezki
  - Sense and Sensibility - Michael Coulter
  - Shanghai Triad - Lü Yue

#### Beste montage
- Apollo 13 - Mike Hill en Dan Hanley
  - Babe - Marcus D'Arcy en Jay Friedkin
  - Braveheart - Steven Rosenblum
  - Crimson Tide - Chris Lebenzon
  - Seven - Richard Francis-Bruce

#### Beste artdirection
- Restoration - Eugenio Zanetti
  - Apollo 13 - Michael Corenblith en Merideth Boswell
  - Babe - Roger Ford en Kerrie Brown
  - A Little Princess - Bo Welch en Cheryl Carasik
  - Richard III - Tony Burrough

#### Beste originele muziek

##### Drama
- The Postman (Il Postino) - Luis Enrique Bacalov
  - Apollo 13 - James Horner
  - Braveheart - James Horner
  - Nixon - John Williams
  - Sense and Sensibility - Patrick Doyle

##### Musical of komedie
- Pocahontas - Muziek: Alan Menken, tekst: Stephen Schwartz, orkestratie: Alan Menken
  - The American President - Marc Shaiman
  - Sabrina - John Williams
  - Toy Story - Randy Newman
  - Unstrung Heroes - Thomas Newman

#### Beste originele nummer
- "Colors of the Wind" uit Pocahontas - Muziek: Alan Menken, tekst: Stephen Schwartz
  - "Dead Man Walkin'" uit Dead Man Walking - Muziek en tekst: Bruce Springsteen
  - "Have You Ever Really Loved a Woman?" uit Don Juan DeMarco - Muziek en tekst: Michael Kamen, Bryan Adams en Robert John Lange
  - "Moonlight" uit Sabrina - Muziek: John Williams, tekst: Alan Bergman en Marilyn Bergman
  - "You've Got a Friend in Me" uit Toy Story - Muziek en tekst: Randy Newman

#### Beste geluid
- Apollo 13 - Rick Dior, Steve Pederson, Scott Millan en David MacMillan
  - Batman Forever - Donald O. Mitchell, Frank A. Montaño, Michael Herbick en Petur Hliddal
  - Braveheart - Andy Nelson, Scott Millan, Anna Behlmer en Brian Simmons
  - Crimson Tide - Kevin O'Connell, Rick Kline, Gregory H. Watkins en William B. Kaplan
  - Waterworld - Steve Maslow, Gregg Landaker en Keith A. Wester

#### Beste geluidseffectbewerking
- Braveheart - Lon Bender en Per Hallberg
  - Batman Forever - John Leveque en Bruce Stambler
  - Crimson Tide - George Watters II

#### Beste visuele effecten
- Babe - Scott E. Anderson, Charles Gibson, Neal Scanlan en John Cox
  - Apollo 13 - Robert Legato, Michael Kanfer, Leslie Ekker en Matt Sweeney

#### Beste kostuumontwerp
- Restoration - James Acheson
  - 12 Monkeys - Julie Weiss
  - Braveheart - Charles Knode
  - Richard III - Shuna Harwood
  - Sense and Sensibility - Jenny Beavan en John Bright

#### Beste grime
- Braveheart - Peter Frampton, Paul Pattison en Lois Burwell
  - My Family, Mi Familia - Ken Diaz en Mark Sanchez
  - Roommates - Greg Cannom, Bob Laden en Colleen Callaghan

#### Beste korte film
- Lieberman in Love - Christine Lahti en Jana Sue Memel
  - Brooms - Luke Cresswell en Steve McNicholas
  - Duke of Groove - Griffin Dunne en Thom Colwell
  - Little Surprises - Jeff Goldblum en Tikki Goldberg
  - Tuesday Morning Ride - Dianne Houston en Joy Ryan

#### Beste korte animatiefilm
- A Close Shave - Nick Park
  - The Chicken from Outer Space - John R. Dilworth
  - The End - Chris Landreth en Robin Bargar
  - Gagarin - Alexij Kharitidi
  - Runaway Brain - Chris Bailey

#### Beste korte documentaire
- One Survivor Remembers - Kary Antholis
  - Jim Dine: A Self-Portrait on the Walls - Nancy Dine en Richard Stilwell
  - The Living Sea - Greg MacGillivray en Alec Lorimore
  - Never Give Up: The 20th Century Odyssey of Herbert Zipper - Terry Sanders en Freida Lee Mock
  - The Shadow of Hate - Charles Guggenheim

#### Award voor bijzondere prestaties
- John Lasseter, voor zijn leiderschap van het team van Pixar's Toy Story, dat resulteerde in de eerste computer geanimeerde lange animatie film.[2]

#### Ere-awards
- Kirk Douglas, voor vijftig jaar als een creatieve en morele kracht in de filmgemeenschap.
- Chuck Jones, voor het maken van klassieke tekenfilms die al meer dan een halve eeuw wereldwijd plezier brengen.[2]

## Films met meerdere nominaties
De volgende films ontvingen meerdere nominaties:
| Nominaties | Film                     | Awards |
| ---------- | ------------------------ | ------ |
| 10         | Braveheart               | 5      |
| 9          | Apollo 13                | 2      |
| 7          | Babe                     | 1      |
| 7          | Sense and Sensibility    | 1      |
| 5          | The Postman (Il Postino) | 1      |
| 4          | Dead Man Walking         | 1      |
| 4          | Leaving Las Vegas        | 1      |
| 4          | Nixon                    |        |
| 4          | Toy Story                | 1      |
| 3          | Batman Forever           |        |
| 3          | Crimson Tide             |        |
| 2          | 12 Monkeys               |        |
| 2          | A Little Princess        |        |
| 2          | Mighty Aphrodite         | 1      |
| 2          | Pocahontas               | 2      |
| 2          | Restoration              | 2      |
| 2          | Richard III              |        |
| 2          | Sabrina                  |        |
| 2          | The Usual Suspects       | 2      |